# Eindsnelheid

Een vallend voorwerp bereikt zijn eindsnelheid als de zwaartekracht (F_{g}) gelijk is aan de luchtweerstandskracht (F_{d}), waardoor de resulterende kracht gelijk is aan nul en er volgens de eerste wet van Newton geen snelheidsverandering (of versnelling) meer is en het voorwerp daardoor met een constante (eind)snelheid verder valt.

De eindsnelheid, limietsnelheid of terminale snelheid (van het Engelse terminal velocity) is in de natuurkunde de maximale snelheid die een vallend voorwerp bereikt en vanaf dat tijdstip aanhoudt. Voor deeltjes die vallen in een vloeistof wordt ook de term bezinksnelheid gebruikt 
Bij het vanuit stilstand beginnen te vallen en tijdens vallen buiten de atmosfeer is de versnelling de valversnelling (als de verandering daarvan verwaarloosbaar is, en zolang door de nog lage snelheid de luchtweerstand dat ook is, geeft dit een eenparig versnelde beweging), maar door de toenemende snelheid neemt ook de luchtweerstand steeds meer toe. De luchtweerstand neemt toe met het kwadraat van de snelheid, dus haalt de zwaartekracht snel in, die constant blijft. Op een bepaald moment zijn de luchtweerstandskracht (naar boven gericht) en de zwaartekracht (naar onder gericht) gelijk in grootte, waardoor er netto geen resulterende kracht meer overblijft en het voorwerp volgens de eerste wet van Newton geen snelheidsverandering (of versnelling) meer ondergaat, waardoor het voorwerp met een constante snelheid blijft vallen. Deze snelheid noemen we de eindsnelheid.
Naarmate de lucht ijler is, is de eindsnelheid hoger. Bij een val van zeer grote hoogte neemt de snelheid eerst toe tot de eindsnelheid die op die bepaalde hoogte mogelijk is. Op lagere hoogtes neemt de eindsnelheid echter af, doordat de luchtdichtheid en daardoor ook de luchtweerstandskracht toeneemt, waardoor de eindsnelheid lager wordt.
Op 14 oktober 2012 sprong Felix Baumgartner vanaf 39.045 meter, een recordhoogte. Tijdens deze vrije val bereikte hij ook de recordsnelheid van 1342 kilometer per uur.
Een slechtvalk haalt in duikvlucht een eindsnelheid van 389 km/h. 
Behalve bij vallende voorwerpen in lucht doet het verschijnsel van de eindsnelheid zich ook voor bij vallende voorwerpen in vloeistoffen of bij opstijgende luchtbellen.
In de hemelmechanica is er ook de eindsnelheid in een hyperbolische baan, zie voor meer informatie hierover het tweelichamenprobleem.

## Parameters
Behalve de eigenschappen van het omringende medium, zoals de dichtheid en de viscositeit, zijn van het vallende voorwerp de volgende eigenschappen van belang:
- De massa.
- De vorm, oftewel de mate van stroomlijning die wordt uitgedrukt in een (lucht)weerstandscoëfficiënt (Cw-waarde).
- Het frontale oppervlak.

Een groot frontaal oppervlak en een hoge Cw-waarde geven een lage snelheid, bijvoorbeeld 5,5 m/s (19,8 km/h) voor een landende parachutist. Voor dezelfde parachutist die even daarvoor met zijn hoofd naar beneden een vrije val maakt, worden snelheden gegeven van 89 m/s of 320,4 km/h.

## Formule
Voor de weerstandskracht geldt:
{\displaystyle F_{d}={\tfrac {1}{2}}\ \rho \ v_{t}^{2}\ A\ C_{w}}
Voor de zwaartekracht geldt:
{\displaystyle \ F_{g}=mg}
Als geldt {\displaystyle \ F_{d}=F_{g}} dan wordt de eindsnelheid:
{\displaystyle v_{t}={\sqrt {\frac {2mg}{\rho AC_{w}}}}}
Voor de gebruikte symbolen geldt:
- {\displaystyle \ v_{t}} is de eindsnelheid in m/s.
- {\displaystyle \ m} is de massa van het vallende voorwerp in kg.
- {\displaystyle \ g} is de (lokale) valversnelling in m/s2,
- {\displaystyle \ C_{w}} is de weerstandscoëfficiënt of Cw-waarde (dimensieloos).
- {\displaystyle \ \rho } is de dichtheid van het fluïdum waarin het voorwerp valt in kg/m3.
- {\displaystyle \ A} is het frontale oppervlak van het voorwerp in m2.

## Effect dichtheid
Voor een vallend voorwerp in de atmosfeer verandert de dichtheid van lucht: deze wordt ongeveer 1% groter voor elke 80 m (dichtheidsgradiënt). Dat betekent dat de eindsnelheid van langdurig vallende voorwerpen dus lager wordt tijdens de val.

## Opdrijvend vermogen
Als een lichaam valt in een omgeving die ook een opdrijvend vermogen geeft (zoals stenen of zandkorrels in water), dan kan een object dat onder zijn eigen gewicht door een vloeistof valt, een eindsnelheid (bezinkingssnelheid) bereiken als de netto kracht die op het object inwerkt nul wordt. Wanneer de eindsnelheid is bereikt, wordt het gewicht van het object precies in evenwicht gehouden door de opwaartse drijfkracht en de sleepkracht.
Nu geldt  
{\displaystyle \ F_{d}+F_{b}=F_{g}}
waarin de opdrijvende kracht is:
- {\displaystyle F_{b}={\frac {\pi }{6}}d^{3}\rho _{s}g}

waarin: 
- {\displaystyle d} is de diameter van het bolvormige object
- {\displaystyle \rho _{s}} is de dichtheid van het object

Dit ingevuld geeft:
{\displaystyle v_{t}={\sqrt {{\frac {4gd}{3C_{d}}}\left({\frac {\rho _{s}-\rho }{\rho }}\right)}}.}
Deze formule is ook bekend als de Wet van Stokes.
n deze vergelijking is verondersteld dat het object zwaarder is dan de omringende vloeistof. Als het object lichter is dan de vloeistof moet de basisformule veranderd worden in:
{\displaystyle \ F_{d}-F_{b}=F_{g}}

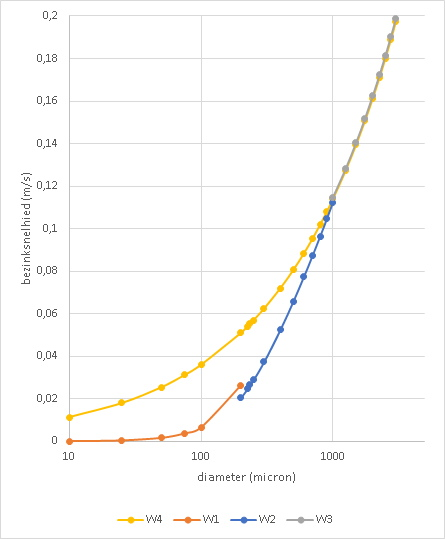
bezinksnellheid van deeltjes in water

Voor kleine zand en kleideeltjes is de wet van Stokes niet accuraat, door de vorm en een afwijkend effect van de weerstand.  
Voor deeltjes kleiner dan 1 mm kan de valsnelheid (bezinksnelheid) benaderd worden met:
{\displaystyle v_{50}={\frac {\delta gd_{50}}{18\nu }}\qquad voor\qquad d_{50}>100\cdot 10^{6}}
{\displaystyle v_{50}={\frac {10\nu }{d_{50}}}{\left({\sqrt {1+{\frac {0,01\delta g{d_{5}0}^{3}}{{\nu }^{2}}}}}-1\right)}}
{\displaystyle \qquad \qquad voor\qquad 100\cdot 10^{6}<d_{50}<1000\cdot 10^{6}}
{\displaystyle v_{50}=0,92{\sqrt {\delta gd_{50}}}\qquad voor\qquad d_{50}>1000\cdot 10^{6}}
De subscript 50 betekent hier dat de mediane korrelgrootte gebruikt moet worden;  {\displaystyle \nu =}  is de viscositeit.In bijgaande grafiek is de gele lijn de Wet van Stokes en de drie anders gekleurde lijnen bovenstaande benaderingsformule.  